# Marie Lautenschlager
Marie Lautenschlager (* 14. Februar 1859 in Ravensburg; † 13. Januar 1941 in Stuttgart) war eine deutsche Malerin.

## Leben und Wirken
Marie Lautenschlager war eine Schülerin Adolf Hölzels. Sie studierte von 1878 bis 1886 an den Akademien in Stuttgart und in München, unternahm Studienreisen nach Paris, Florenz und Rom und wohnte ab 1906 in Stuttgart, wo sie als Bildnis- und Blumenmalerin sowie als Zeichnerin und Illustratorin arbeitete. Sie porträtierte unter anderem den Architekten und Kirchenbaumeister Franz Josef Ritter von Denzinger sowie 1897 den Tübinger Professor Christoph von Sigwart für die Tübinger Professorengalerie.
Marie Lautenschlager war Mitglied im Württembergischen Malerinnenverein und dessen Vorsitzende von 1922 bis 1933.

## Werke (Auswahl)

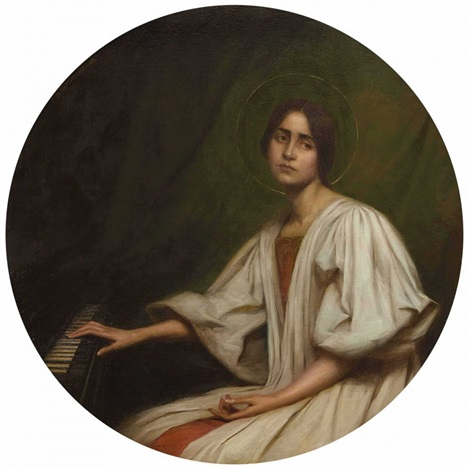
Heilige Cäcilie
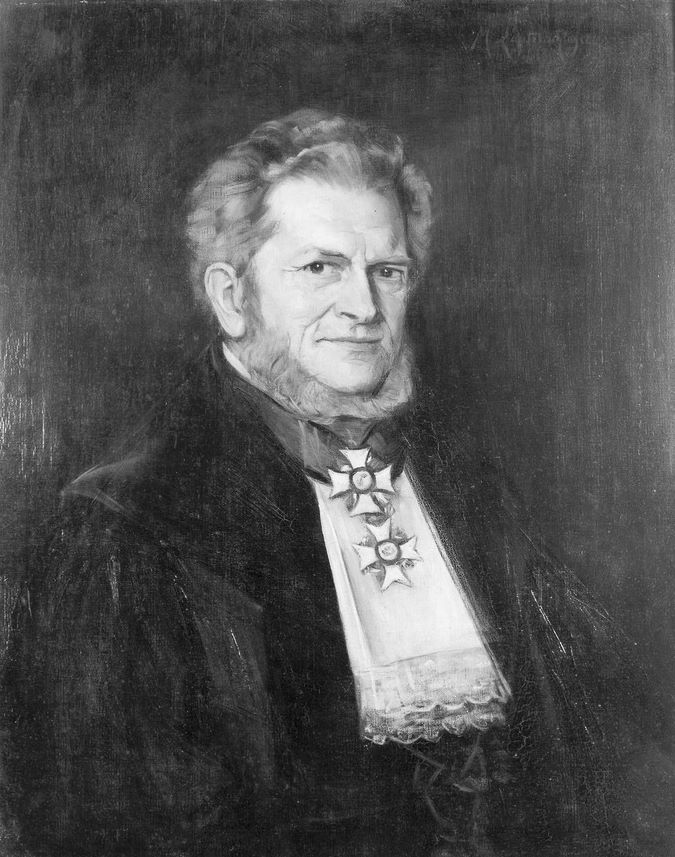
Christoph von Sigwart
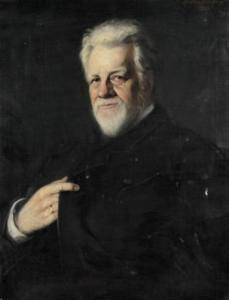
Franz Josef Ritter von Denzinger
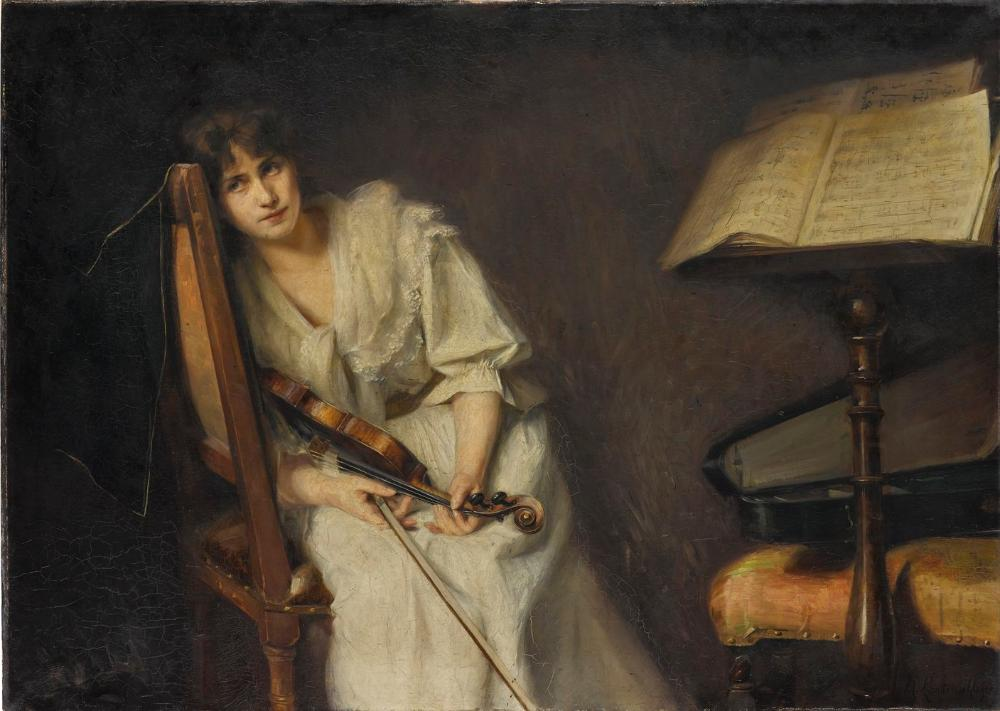
Traumverloren – Geigenspielerin